# Volutomitridae
Volutomitridae Gray, 1854 è una famiglia di molluschi gasteropodi della sottoclasse Caenogastropoda.

## Descrizione
La conchiglia mitriforme dei Volutomitridae, con 2-5 pieghe columellari, è superficialmente simile a quella dei Mitridae e dei Costellariidae. La famiglia è caratterizzata anatomicamente dal dente centrale della radula a forma di quadrilatero e dai denti laterali aghiformi, quando presenti. La parte anteriore del tubo digerente differisce da quella di qualsiasi altro neogasteropode nel medio esofago essendo molto allungata, convoluta e larga, la sua parte posteriore essendo estremamente muscolosa; nella valvola di Leiblein essendo ben anteriore all'anello nervoso; e nella ghiandola di Leiblein essendo molto piccola e tubolare. È presente una singola ghiandola salivare accessoria.
La famiglia Volutomitridae è distribuita prevalentemente nell'emisfero australe, con diversi generi e specie nelle acque fredde in particolare l'Australia meridionale e la Nuova Zelanda, e alcune specie alle alte latitudini settentrionali negli oceani Pacifico e Atlantico. I volutomitridi rimangono eccezionali alle basse latitudini dove si trovano essenzialmente in acque profonde. Un paio di specie di Volutomitra sono state descritte da 200 a 600 m nel Pacifico sud-occidentale tropicale, ma rappresentano solo la punta dell'iceberg di una diversità della Nuova Caledonia di 14 specie, che presenta pertanto la fauna più diversificata di volutomitridi nel mondo.
La specie fossile più antica assegnabile inequivocabilmente ai Volutomitridae proviene dal Paleocene inferiore della Danimarca, con una specie dubbia nel Cretaceo superiore del Nord America. In Europa, la diversità della famiglia raggiunge i picchi nel Paleogene (essenzialmente nell'Eocene) dove viveva in profondità da poco profonde a sublitorali, e quasi scomparse dalla documentazione fossile nel Miocene inferiore. Al contrario, i Volutomitridae rimangono presenti in tutta la documentazione fossile nel Neogene della Nuova Zelanda, dove vivevano principalmente in ambienti batiali.

## Tassonomia

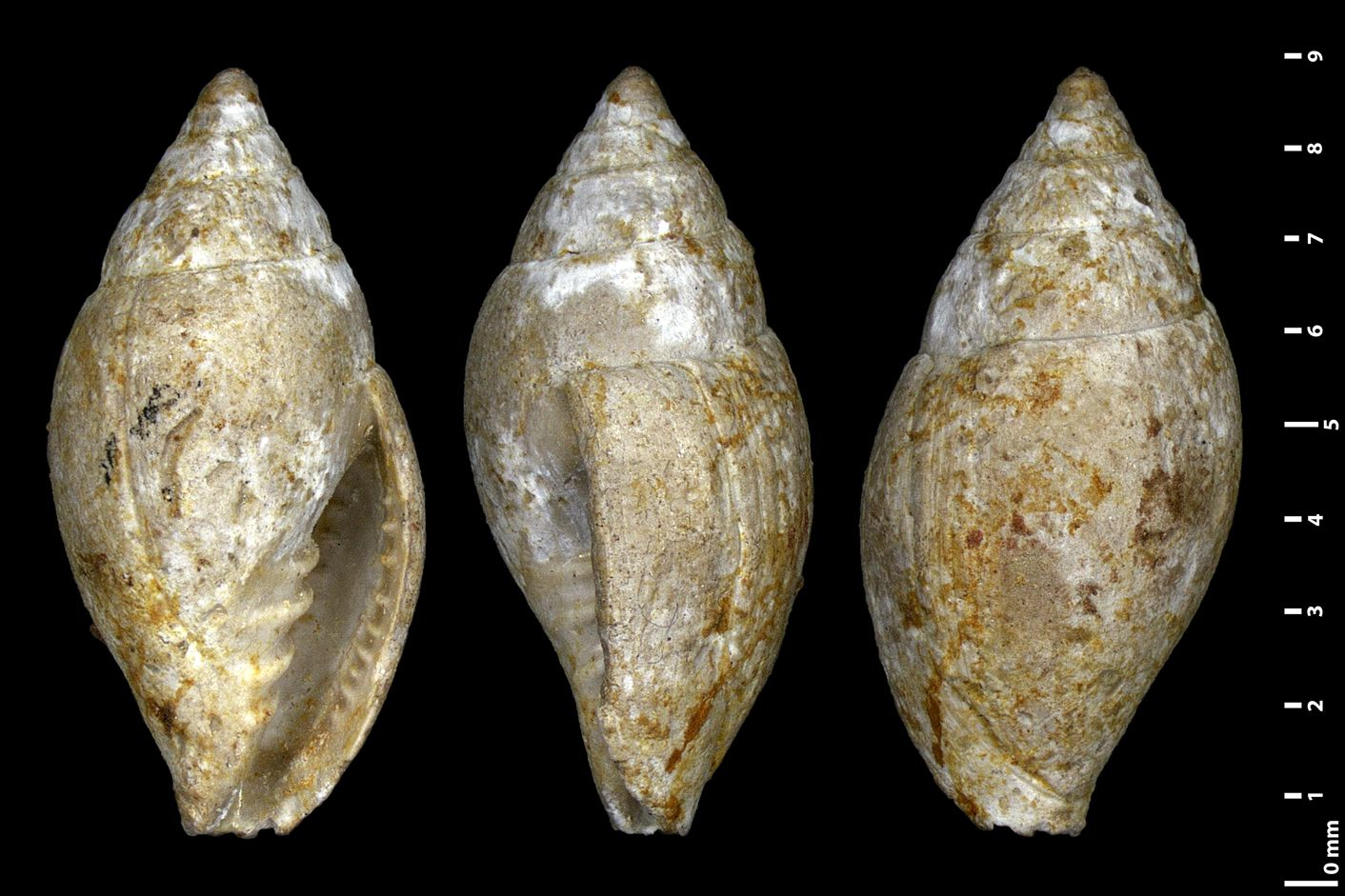
Conomitra fusoides

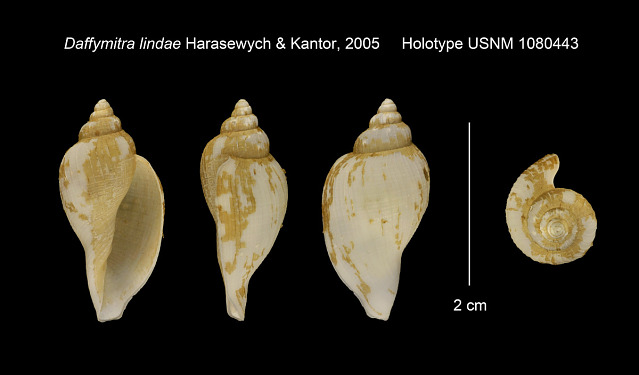
Daffymitra lindae

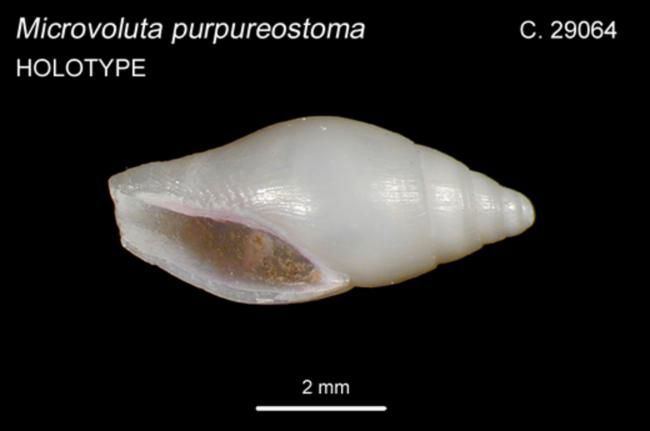
Microvoluta australis

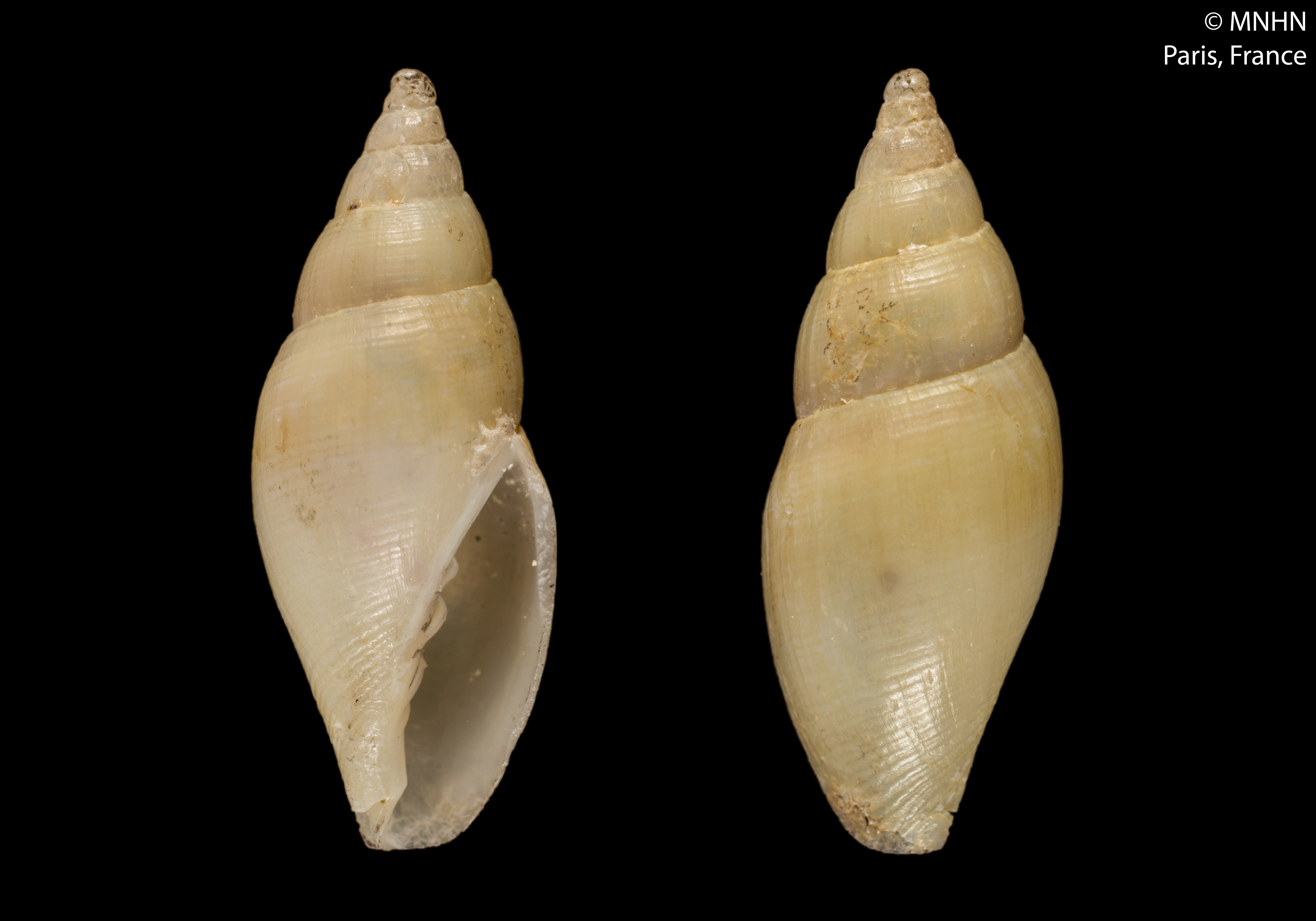
Paradmete crymochara

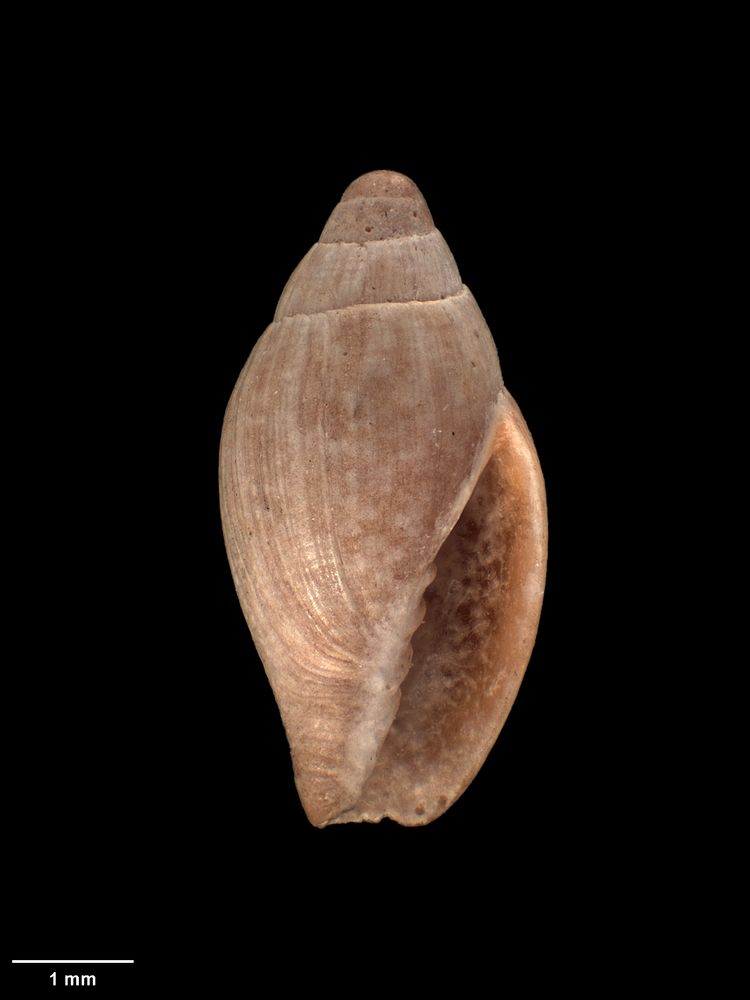
Peculator hedley

Il riferimento monografico standard sulla famiglia è stato realizzato da Cernohorsky nel 1970. Nella sua monografia Cernohorsky aveva riconosciuto sei generi, due dei quali erano conosciuti solo come fossili. Da allora, sono intervenute diverse modifiche e integrazioni nella composizione della famiglia. Latiromitra Locard, 1897 (trattato da Cernohorsky come un sottogenere di Volutomitra) è stato assegnato ad altra famiglia, Waimatea Finlay, 1927 è stato definito sinonimo di Volutomitra, Kilburn (1974) ha descritto il genere monotipico Magdalemitra. Infine, Petuch (1987) ha descritto due specie recenti di Conomitra, un genere che precedentemente era noto solo come fossile. Come risultato, erano riconosciuti sei generi recenti: Volutomitra, Conomitra, Microvoluta, Paradmete, Peculator, e Magdalemitra, a cui si deve aggiungere il genere solo fossile Proximitra. Questa composizione è stata aggiornata nel 2005 da Harasewych e Kantor, con la definizione e attribuzione alla famiglia di un nuovo genere chiamato Daffymitra.
La famiglia contiene pertanto otto generi di cui uno estinto:
- Genere Conomitra Conrad, 1865
- Genere Daffymitra Harasewych & Kantor, 2005
- Genere Magdalemitra Kilburn, 1974
- Genere Microvoluta Angas, 1877
- Genere Paradmete Strebel, 1908
- Genere Peculator Iredale, 1924
- Genere † Proximitra Finlay, 1926
- Genere Volutomitra H. Adams & A. Adams, 1853